# Jane Briggs Hart
Jane Cameron Briggs o bé Jane "Janey" Briggs Hart (Detroit, Michigan, 21 d'octubre de 1921 – West Hartford, Connecticut, 5 de juny de 2015) era coneguda com a aviadora i, als anys seixanta, es va convertir en una de les candidates a astronauta del projecte Mercury 13, la formació d'un equip de dones que es van qualificar físicament en les mateixes proves que les que s'aplicaven als astronautes masculins.
Jane Cameron Briggs va obtenir la seva primera llicència de pilot durant la Segona Guerra Mundial i, més tard, es va convertir en la primera dona pilot d'helicòpter amb llicència a Michigan.
A principis dels anys seixanta, Hart va ser seleccionada per participar en el programa Woman in Space de la Fundació Lovelace, un projecte més tard anomenat Mercury 13, finançat amb recursos privats i dissenyat per provar la forma física de les dones pilots candidates a astronauta, sotmetent-les a les mateixes proves físiques aplicades per la NASA als astronautes homes. A l'edat de 40 anys, Hart es va convertir en una de les 13 dones que es van classificar per al projecte. Les participants no tan sols havien passat les proves sinó que, en alguns casos havien superat les marques registrades pels homes. Però la NASA va avortar el programa i les dones encara no van anar a l'espai.

## Vida primerenca
Va néixer el 1921 com a Jane Cameron Briggs, "Janey", a Detroit, Michigan, el 21 d'octubre de 1921. El seu pare era l'home de negocis Walter O. Briggs I la seva mare, Jane (nascuda Cameron). Criada com a catòlica, va assistir a les Acadèmies del Sagrat Cor a Detroit, Grosse Pointe, Michigan, i Torresdale, Pennsilvània, i a la Universitat Manhattanville de Nova York. El 1970, quan tenia 49 anys, va completar una llicenciatura en antropologia a á Universitat George Washington de Washington DC.
El juny de 1943 es va casar amb l'advocat Philip Hart, que més tard esdevindria polític i seria escollit com a senador demòcrata. Va tenir nou fills, un dels quals va morir de petit.

## Carrera política
Hart va tenir un interès permanent per la política. Va exercir de vicepresidenta del Comitè Democràtic del Comtat d'Oakland (Michigan), va ser membre fundadora de l'Organització Nacional per a les Dones, va ser membre de la junta i delegada de la convenció nacional de la Lliga de Dones Votants de Birmingham, Michigan.
Mentre vivia a Washington, DC, Hart es va guanyar la reputació d’inconformista. També va participar activament en l'oposició a la guerra del Vietnam, posició que de vegades era incòmoda per al seu marit senador. Per exemple, a la tardor del 1969 va ser arrestada a la gran manifestació contra la guerra al Pentàgon. El 1972 va anunciar la seva intenció de deixar de pagar impostos federals sobre la renda, dient: "No puc aportar cap dòlar més a la compra de més bombes i bales". Malgrat això, el senador Hart es mantingué ferm en el suport a la seva dona, tot i que no estava d'acord amb moltes de les seves decisions.

## Altres activitats
Hart també era regatista i va participar en la Port Huron to Mackinac Boat Race formant part d'una tripulació de dones.
Després de la mort del seu marit, Hart va cedir diverses caixes amb documentació diversa, fotografies i retalls de diari, a la Bentley Historical Library de la Universitat de Michigan.

## Mort i llegat
Hart morí el 5 de juny de 2015 a West Hartford, Connecticut, als 93 anys.
Els premis Jane B. Hart van ser establerts al departament d'antropologia de la Universitat George Washington en memòria seva.